# Ken’yū Horiuchi
Ken’yū Horiuchi (jap. 堀内 賢雄 Horiuchi Ken’yū; ur. 30 lipca 1957 w Gotenbie) – japoński seiyū i aktor dubbingowy. Przynależy do założonej przez samego siebie agencji Kenyu Office.
Dubbingował takich aktorów jak Brad Pitt, Charlie Sheen, Ben Stiller, Brendan Fraser, Ben Affleck, Christian Slater i Clive Owen.

## Wybrane role
- Uchū no kishi Tekkaman Blade – Balzac Asimov
- Naruto –
  - Tobirama Senju,
  - Pain,
  - Yahiko
- Kidō Senshi Gundam ZZ – Mashmyre Cello
- Kidō Shinseiki Gundam X – Jamil Neate
- Bakuman – Hisashi Sasaki
- Hokutō no Ken – Toki
- Kikō Senki Dragonar – Light Newman
- One Piece – Kinemon
- Król szamanów –
  - Mikihisa Asakura,
  - Ponchi
- Psychoarmor Govarian – Hans Schultz
- Metal Gear – Raiden
- Zorro – Porucznik Gabriel